# Copa Libertadores da América de 1965
A Copa Libertadores da América de 1965 foi a sexta edição da principal competição continental da América do Sul. A Colômbia não enviou um representante devido aos desentendimentos entre a CONMEBOL e a Federação Colombiana de Futebol. Esta se tornou a última edição do torneio em que apenas os campeões nacionais de cada associação puderam participar. Além disso, esta foi a primeira edição a ser chamada de Copa Libertadores da América.
Após a campanha vitoriosa do ano anterior, o Independiente continuaria a defender com sucesso o título após derrotar outro time uruguaio, desta vez o Peñarol. O Independiente começou um legado que o viu se tornar um time de futebol de classe mundial e abriu caminho para conquistas futuras.

## Equipes classificadas
| Associação                           | Equipe               | Classificação                                   | Fase           |
| ------------------------------------ | -------------------- | ----------------------------------------------- | -------------- |
| Argentina · (1 vaga + atual campeão) | Independiente        | Campeão da Copa Libertadores da América de 1964 | Semifinal      |
| Argentina · (1 vaga + atual campeão) | Boca Juniors         | Campeão do Campeonato Argentino de 1964         | Fase de grupos |
| Bolívia · (1 vaga)                   | The Strongest        | Campeão do Campeonato Boliviano de 1964         | Fase de grupos |
| Brasil · (1 vaga)                    | Santos               | Campeão do Campeonato Brasileiro de 1964        | Fase de grupos |
| Chile · (1 vaga)                     | Universidad de Chile | Campeão do Campeonato Chileno de 1964           | Fase de grupos |
| Equador · (1 vaga)                   | Deportivo Quito      | Campeão do Campeonato Equatoriano de 1964       | Fase de grupos |
| Paraguai · (1 vaga)                  | Guaraní              | Campeão do Campeonato Paraguaio de 1964         | Fase de grupos |
| Peru · (1 vaga)                      | Universitario        | Campeão do Campeonato Peruano de 1964           | Fase de grupos |
| Uruguai · (1 vaga)                   | Peñarol              | Campeão do Campeonato Uruguaio de 1964          | Fase de grupos |
| Venezuela · (1 vaga)                 | Deportivo Galicia    | Campeão do Campeonato Venezuelano de 1964       | Fase de grupos |

## Formato
O formato da competição permaneceu praticamente o mesmo da edição do ano anterior, sendo a única diferença a extinção da fase preliminar.
Em cada fase do torneio, as equipes recebiam dois pontos por vitória, um ponto por empate e nenhum ponto por derrota. Se duas ou mais equipes estivessem empatadas em pontos, o seguinte critério era aplicado para determinar a classificação na fase de grupos:
1. um playoff de um jogo;
2. maior saldo de gols;
3. sorteio.

## Fase de grupos
Nove times foram sorteados em grupos de três. Em cada grupo, os times jogaram uns contra os outros em casa e fora. O melhor time de cada grupo avançou para as semifinais. O Independiente, detentor do título, teve um descanso (bye) para a próxima fase.

### Grupo 1
| Equipe          | Pts | J | V | E | D | GP | GC | SG |
| --------------- | --- | - | - | - | - | -- | -- | -- |
| Boca Juniors    | 8   | 4 | 4 | 0 | 0 | 11 | 3  | +8 |
| The Strongest   | 3   | 4 | 1 | 1 | 2 | 5  | 7  | -2 |
| Deportivo Quito | 1   | 4 | 0 | 1 | 3 | 3  | 9  | -6 |

| 31 de janeiro | Deportivo Quito | 0 – 1 | The Strongest | Quito                                                   |  |
|               |                 |       | Bonano 12'    | Estádio: Olímpico Atahualpa Árbitro: URU Esteban Marino |  |

| 7 de fevereiro | Deportivo Quito | 1 – 2 | Boca Juniors    | Quito                                                    |  |
|                | Ordóñez 63'     |       | Rattín 55', 68' | Estádio: Olímpico Atahualpa Árbitro: BRA Armando Marques |  |

| 14 de fevereiro | The Strongest            | 2 – 3 | Boca Juniors                            | La Paz                                               |  |
|                 | Morales 8' · Quevedo 49' |       | Menéndez 56' (pen.), 73' · Silveira 70' | Estádio: Hernando Siles Árbitro: PER Arturo Yamasaki |  |

| 21 de fevereiro | The Strongest           | 2 – 2 | Deportivo Quito            | La Paz                                              |  |
|                 | Vargas 13' · Torres 62' |       | Paucar 41' · Galárraga 78' | Estádio: Hernando Siles Árbitro: URU Esteban Marino |  |

| 26 de fevereiro | Boca Juniors                                        | 4 – 0 | Deportivo Quito | Buenos Aires                                       |  |
|                 | Silveira 20' · Moraes 47' · Rojas 82' · Simeone 89' |       |                 | Estádio: La Bombonera Árbitro: BRA Armando Marques |  |

| 5 de março | Boca Juniors             | 2 – 0 | The Strongest | Buenos Aires                                       |  |
|            | Menéndez 34' · Rojas 64' |       |               | Estádio: La Bombonera Árbitro: PER Arturo Yamasaki |  |

### Grupo 2
| Equipe               | Pts | J | V | E | D | GP | GC | SG |
| -------------------- | --- | - | - | - | - | -- | -- | -- |
| Santos               | 8   | 4 | 4 | 0 | 0 | 10 | 3  | +7 |
| Universidad de Chile | 2   | 4 | 1 | 0 | 3 | 6  | 9  | -3 |
| Universitario        | 2   | 4 | 1 | 0 | 3 | 5  | 9  | -4 |

| 13 de fevereiro | Universidad de Chile | 1 – 5 | Santos                                        | Santiago                                            |  |
|                 | Araya 84'            |       | Pelé 10', 59', 79' · Mengálvio 28' · Pepe 64' | Estádio: Nacional Árbitro: BRA Romualdo Arppi Filho |  |

| 19 de fevereiro | Universitario | 1 – 2 | Santos            | Lima                                         |  |
|                 | Calatayud 6'  |       | Peixinho 14', 39' | Estádio: Nacional Árbitro: PAR Rubén Cabrera |  |

| 22 de fevereiro | Universitario        | 1 – 0 | Universidad de Chile | Lima                                         |  |
|                 | Fernández 25' (pen.) |       |                      | Estádio: Nacional Árbitro: PAR Rubén Cabrera |  |

| 26 de fevereiro | Santos   | 1 – 0 | Universidad de Chile | São Paulo                                 |  |
|                 | Pelé 52' |       |                      | Estádio: Pacaembu Árbitro: CHI Mario Gasc |  |

| 6 de março | Santos              | 2 – 1 | Universitario | São Paulo                                     |  |
|            | Pelé 21' · Pepe 76' |       | Zavala 77'    | Estádio: Pacaembu Árbitro: URY Esteban Marino |  |

| 10 de março | Universidad de Chile                           | 5 – 2 | Universitario   | Santiago                                           |  |
|             | Oleniak 3', 74' · Álvarez 28', 40' · Araya 85' |       | Zavala · Guzmán | Estádio: Nacional Árbitro: CHI Salvador Bustamante |  |

### Grupo 3
| Equipe            | Pts | J | V | E | D | GP | GC | SG |
| ----------------- | --- | - | - | - | - | -- | -- | -- |
| Peñarol           | 6   | 4 | 3 | 0 | 1 | 5  | 2  | +3 |
| Guaraní           | 6   | 4 | 3 | 0 | 1 | 6  | 5  | +1 |
| Deportivo Galicia | 0   | 4 | 0 | 0 | 4 | 2  | 6  | -4 |

| 1 de fevereiro | Deportivo Galicia | 1 – 2 | Guaraní        | Caracas                                                      |  |
|                | Danilo 10'        |       | Muñoz 27', 63' | Estádio: Olímpico de la UCV Árbitro: CHI Salvador Bustamante |  |

| 8 de fevereiro | Deportivo Galicia | 0 – 0 | Peñarol | Caracas                                                      |
|                |                   |       |         | Estádio: Olímpico de la UCV Árbitro: CHI Salvador Bustamante |

| 25 de fevereiro | Guaraní                     | 2 – 1 | Deportivo Galicia | Assunção                                             |  |
|                 | González 15' · Quiñones 54' |       | Danilo 73'        | Estádio: Manuel Ferreira Árbitro: CHI Vicuña Larraín |  |

| 28 de fevereiro | Peñarol                | 2 – 0 | Deportivo Galicia | Montevidéu                                     |  |
|                 | Joay 47' · Abbadie 52' |       |                   | Estádio: Centenario Árbitro: CHI Carlos Robles |  |

| 7 de março | Guaraní                 | 2 – 1 | Peñarol   | Assunção                                                  |  |
|            | González 6' · Muñoz 68' |       | Rocha 34' | Estádio: Defensores del Chaco Árbitro: CHI Vicuña Larraín |  |

| 10 de março | Peñarol               | 2 – 0 | Guaraní | Montevidéu                                              |  |
|             | Sasía 35' · Silva 69' |       |         | Estádio: Centenario Árbitro: CHI Rafael Hormazábal Díaz |  |

## Fase final

### Confrontos
|  | Semifinais    | Semifinais | Semifinais | Semifinais | Semifinais |   |               | Final | Final | Final | Final | Final |  |
|  |               |            |            |            |            |   |               |       |       |       |       |       |  |
|  | Independiente | 2          | 0          | 0          | 2          |   |               |       |       |       |       |       |  |
|  | Independiente | 2          | 0          | 0          | 2          |   |               |       |       |       |       |       |  |
|  | Boca Juniors  | 0          | 1          | 0          | 1          |   |               |       |       |       |       |       |  |
|  | Boca Juniors  | 0          | 1          | 0          | 1          |   | Independiente | 1     | 1     | 4     | 6     |       |  |
|  |               |            |            |            |            |   | Independiente | 1     | 1     | 4     | 6     |       |  |
|  |               |            | Peñarol    | 0          | 3          | 1 | 4             |       |       |       |       |       |  |
|  | Santos        | 5          | Peñarol    | 0          | 3          | 1 | 4             | 2     | 1     | 8     |       |       |  |
|  | Santos        | 5          |            |            |            |   |               |       |       | 8     |       |       |  |
|  | Peñarol       | 4          | 3          | 2          | 9          |   |               |       |       |       |       |       |  |

### Semifinais
Quatro equipes foram sorteadas em dois grupos: os três melhores colocados de cada grupo da fase anterior mais o campeão do ano pregresso, o Independiente. Em cada grupo, as equipes jogaram umas contra as outras em casa e fora. A melhor equipe de cada grupo avançou para a final.

### Grupo A
| Time          | Pts | J | V | E | D | GP | GC | SG |
| ------------- | --- | - | - | - | - | -- | -- | -- |
| Independiente | 3   | 3 | 1 | 1 | 1 | 2  | 1  | +1 |
| Boca Juniors  | 3   | 3 | 1 | 1 | 1 | 1  | 2  | -1 |

| 24 de março | Independiente            | 2 – 0 | Boca Juniors | Buenos Aires                  |  |
|             | Mura 14' · Rodríguez 16' |       |              | Árbitro: ARG Aurelio Bosolino |  |

| 28 de março | Boca Juniors | 1 – 0 | Independiente | Buenos Aires                     |  |
|             | Rojas 51'    |       |               | Árbitro: ARG José Luis Praddaude |  |

| 5 de abril Playoff | Boca Juniors | 0 – 0 (pro.) | Independiente | Buenos Aires                                                             |
|                    |              |              |               | Estádio: Monumental de Núñez Público: 60 000 Árbitro: ARG Ángel Coerezza |

### Grupo B
| Time    | Pts | J | V | E | D | GP | GC | SG |
| ------- | --- | - | - | - | - | -- | -- | -- |
| Peñarol | 4   | 3 | 2 | 0 | 1 | 9  | 8  | +1 |
| Santos  | 2   | 3 | 1 | 0 | 2 | 8  | 9  | -1 |

| 25 de março | Santos                                  | 5 – 4 | Peñarol                                | São Paulo                                                  |  |
|             | Pelé 2', 38' · Pepe 5' · Dorval 6', 22' |       | Rocha 18', 86' · Silva 24' · Sasía 74' | Estádio: Pacaembu Público: 50 000 Árbitro: ARG Luis Ventre |  |

| 28 de março | Peñarol                          | 3 – 2 | Santos                  | Montevidéu                                                   |  |
|             | Silva 8', 88' · Sasía 76' (pen.) |       | Pepe 22' · Coutinho 57' | Estádio: Centenario Público: 67 130 Árbitro: ARG Luis Ventre |  |

| 31 de março Playoff | Peñarol              | 2 – 1 (pro.) | Santos   | Buenos Aires                                                |  |
|                     | Joya 61' · Sasía 96' |              | Pelé 76' | Estádio: Monumental de Núñez Árbitro: ARG Robert Goicoechea |  |

## Final
| Time          | Pts | J | V | E | D | GP | GC | SG |
| ------------- | --- | - | - | - | - | -- | -- | -- |
| Independiente | 4   | 3 | 2 | 0 | 1 | 6  | 4  | +2 |
| Peñarol       | 2   | 3 | 1 | 0 | 2 | 4  | 6  | -2 |

| 9 de abril | Independiente | 1 – 0 | Peñarol | Avellaneda                                                            |  |
|            | Bernao 61'    |       |         | Estádio: La Doble Visera Público: 45 000 Árbitro: PER Arturo Yamasaki |  |

| 12 de abril | Peñarol                                | 3 – 1 | Independiente  | Montevidéu                                                       |  |
|             | Gonçalves 14' · Reznik 43' · Rocha 46' |       | de la Mata 88' | Estádio: Centenario Público: 45 000 Árbitro: PER Arturo Yamasaki |  |

| 15 de abril Playoff | Peñarol  | 1 – 4 | Independiente                                   | Santiago                                                       |  |
|                     | Joya 44' |       | Pérez 10' · Bernao 27' · Avallay 33' · Mura 82' | Estádio: Nacional Público: 40 000 Árbitro: PER Arturo Yamasaki |  |

### Premiação
| Copa Libertadores da América de 1965 |
| ------------------------------------ |
| Independiente Campeão (2º título)    |

## Estatísticas

### Classificação geral
| Independiente             | 7  | 6  | 3 | 1 | 2 | 8  | 5  | +3 |
| Vice-campeão              |    |    |   |   |   |    |    |    |
| Peñarol                   | 12 | 10 | 6 | 0 | 4 | 18 | 16 | +2 |
| Eliminados nas semifinais |    |    |   |   |   |    |    |    |
| Boca Juniors              | 11 | 7  | 5 | 1 | 1 | 12 | 5  | +7 |
| Santos                    | 10 | 7  | 5 | 0 | 2 | 18 | 12 | +6 |
| Eliminados na fase grupos |    |    |   |   |   |    |    |    |
| Guaraní                   | 6  | 4  | 3 | 0 | 1 | 6  | 5  | +1 |
| The Strongest             | 3  | 4  | 1 | 1 | 2 | 5  | 7  | -2 |
| Universidad de Chile      | 2  | 4  | 1 | 0 | 3 | 6  | 9  | -3 |
| Universitario             | 2  | 4  | 1 | 0 | 3 | 5  | 9  | -4 |
| Deportivo Quito           | 1  | 4  | 0 | 1 | 3 | 3  | 9  | –6 |
| Deportivo Galicia         | 0  | 4  | 0 | 0 | 4 | 2  | 6  | –4 |

### Artilheiros
| Pos | Jogador      | Equipe  | Gols |
| --- | ------------ | ------- | ---- |
| 1   | Pelé         | Santos  | 8    |
| 2   | Héctor Silva | Peñarol | 4    |
| 2   | José Sasía   | Peñarol | 4    |
| 2   | Pedro Rocha  | Peñarol | 4    |
| 2   | Pepe         | Santos  | 4    |